# Конфликт (нарратология)

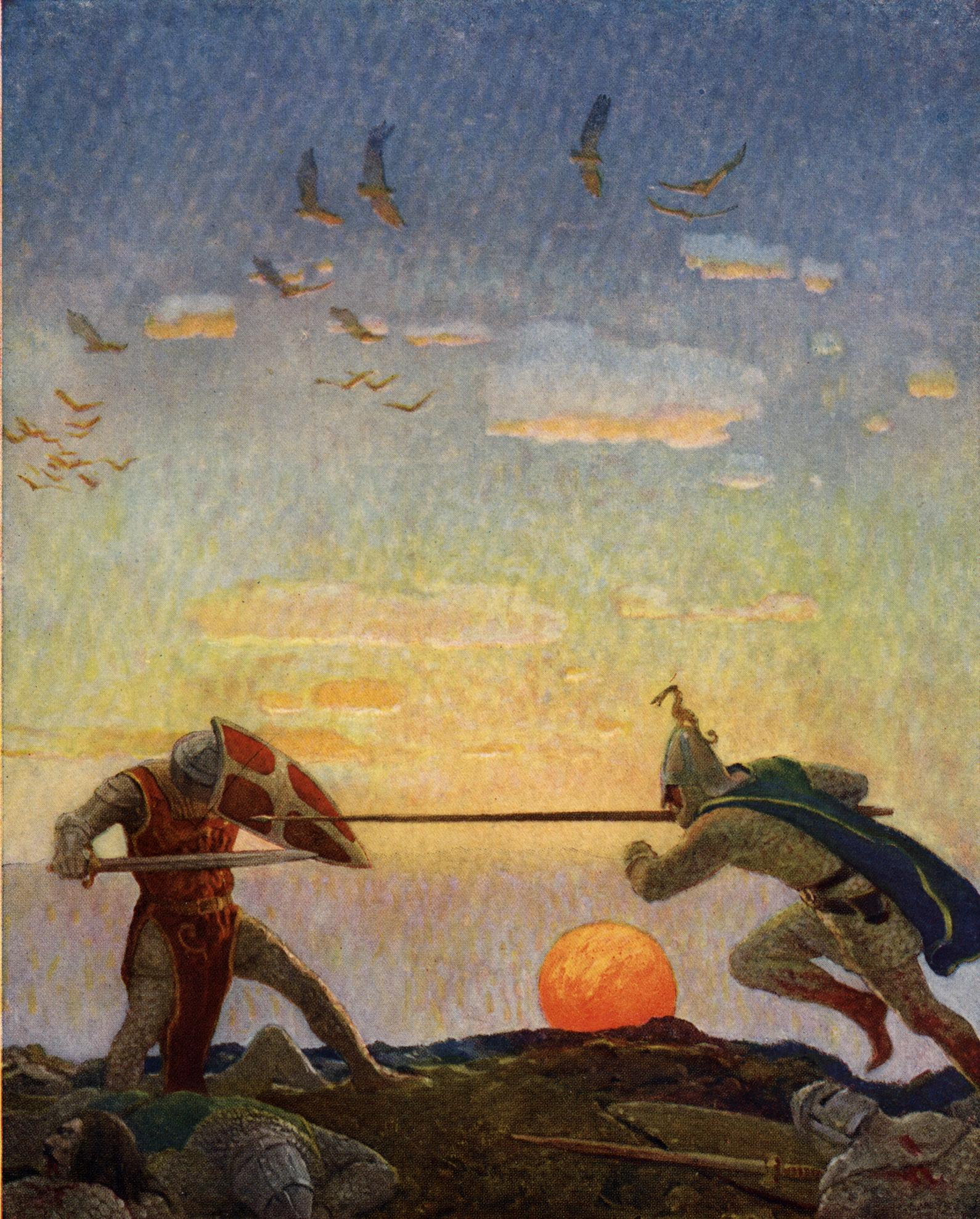
Противостояние короля Артура и Мордреда на иллюстрации Ньюэлла Конверса Уайета

Конфли́кт — столкновение противоположных взглядов действующих лиц в сюжетных художественных произведениях. Конфликт реализуется в словесных и физических действиях действующих лиц. Сюжет разворачивается благодаря конфликту. Исторически (Гегель, Лессинг) для обозначения конфликта использовался также термин «коллизия», в настоящее время им обозначается сюжетная форма проявления конфликта (в форме конкретных событий, сюжетная коллизия) или, наоборот, конфликт в его наиболее общей, неспецифической, форме.

## Виды
Выделяют два вида сюжетного конфликта:
- Локальный преходящий сюжет.
- Устойчивое конфликтное положение (состояние).

### Локальный преходящий сюжет
Локальный преходящий сюжет — это такой сюжет, в котором конфликт имеет своё начало и своё разрешение в рамках конкретного сюжета. Вид такого сюжетного конфликта хорошо описан в литературоведении. Локальный преходящий сюжет является так называемым традиционным, архетипическим сюжетом (поскольку он восходит к исторически ранней словесности).
Начало исследованию локального преходящего сюжета положил В. Я. Пропп, в работе «Морфология (волшебной) сказки» (1928) рассмотревший структуру сюжета волшебной сказки. По мнению Проппа, волшебная сказка состоит из трёх частей:
- в первой части волшебной сказки происходит обнаружение «недостачи» (похищение царевны, желание героя найти то, без чего герою нет полнокровной жизни: купеческая дочка хочет аленький цветочек).
- во второй части волшебной сказки происходит противоборство героя с противником, победа героя над противником (Иван-царевич побеждает Кощея Бессмертного).
- в третьей части герой волшебной сказки получает искомое («ликвидация недостачи»). Он вступает в брак, при этом получая в наследство престол («воцарение»; см. также: Функция (литературоведение)).

Структуралистами открытая Проппом структура волшебной сказки стала рассматриваться как наджанровая структура эпоса, драмы, лиро-эпического жанра, а также лирики.

### Устойчивое конфликтное положение (состояние)
Устойчивое конфликтное положение (состояние) — это такой вид конфликта, который не имеет разрешения в рамках конкретного сюжета. Широкое распространение устойчивое конфликтное положение (состояние) получило в конце XIX века в «Новой драме».

## Типы
Основные типы конфликта следующие:
- человек против человека,
- человек против природы («Робинзон Крузо», «Старик и море», «Выжить любой ценой»). Айн Рэнд, однако, полагала, что человек не может выступать против природы, поскольку у последней нет воли и выбора[6].
- человек против себя самого. Герой преодолевает внутренние противоречия, выбирая между хорошим и плохим, логическим и эмоциональным («Бойцовский клуб»).
- человек против общества[7][8] («Человек в высоком замке», «Рассказ служанки», «451 градус по Фаренгейту»),
- человек против механизма («Терминатор», «О дивный новый мир»),
- человек против судьбы («Бойня номер пять, или Крестовый поход детей»),
- человек против сверхъестественного («Сияние»),
- человек против Бога («Страсти по Лейбовицу»).